# Gręboszów (przystanek kolejowy)
Gręboszów – przystanek kolejowy w Gręboszowie, w województwie opolskim, w powiecie namysłowskim, w gminie Domaszowice, w Polsce.

## Ruch pasażerski
W roku 2017 przystanek obsługiwał 20–49 pasażerów na dobę. W roku 2022 dobowa wymiana pasażerska na stacji wynosiła 20-49 pasażerów.